# Valentín de Zárate e Isla
Valentín de Zárate e Isla (1826 - ¿?) fue un coronel español que ejerció como Gobernador Militar de Santiago de Cuba y Sagua la Grande (Cuba) y alcalde Corregidor de Santiago de Cuba. 

## Biografía
Nació en Valencia de Don Juan, (León, España) el 14 de febrero de 1826. Fue hijo de Juan de Zárate y de Antonia de Isla. Casado con la cubana de noble descendencia emparentada con el Cardenal Cisneros Belén Escobar de Cisneros, los esposos tuvieron una hija: Belén de Zárate y Escobar de Cisneros que casa con Víctor Manuel Larrazábal y Espino Manuel de Villena, de la noble Casa de Manuel de Villena.
Su carrera militar comenzó desde muy joven, entrando en el ejército como subteniente cuando solo contaba catorce años de edad. Sin embargo, su progreso en esta carrera lo convirtió en capitán a los diecisiete años. Además, su participación en la tercera guerra carlista, lo llevó a obtener el título de teniente coronel. En 1876, ya ostenta el título de Coronel siendo nombrado Gobernador Militar de Sagua La grande en Cuba, 1880, nombrado Gobernador Militar de Santiago de Cuba y Alcalde Corregidor de la misma.

## Condecoraciones
- (1859) Mención de Honor, por la unidad e integridad de la Patria.
- (1869)  Cruz al Mérito Militar en su Categoría de Gran cruz con distintivo rojo.
- (1870) Mención de Honor, por los triunfos obtenidos en (Cuba).
- (1872)  Cruz al Mérito Militar en su Categoría de Gran cruz con distintivo blanco.
- (1873)  Cruz al Mérito Militar en su Categoría de Cruz con distintivo rojo.
- (1877)  Comendador de la Orden de Isabel la Católica.
- (1877)  Cruz al Mérito Militar en su Categoría de Cruz con distintivo rojo.
- (1878)  Cruz al Mérito Militar en su Categoría de Gran cruz con distintivo blanco.